# Not For Broadcast
Not For Broadcast — відеогра у жанрі симулятор пропаганди з використанням технології FMV, розроблена британською студією NotGames і опублікована tinyBuild. Перший епізод гри у ранньому доступі вийшов 30 січня 2020 року. Повна версія гри включно з третім епізодом була випущена 25 січня 2022 року.
Події гри відбуваються в неназваній європейській країні (схожій на Сполучене Королівство) у середині 1980-х, де нова популістська політична партія під назвою Advance (рос. Прогресс, кит.: 先进党) здобула несподівану перемогу на виборах і починає керувати країною у все більш авторитарній антиутопічній моделі. Гравець виконує роль Алекса Вінстона, менеджера студії на національній телевізійній станції, якому доводиться вести прямий етер, показувати рекламу, цензурувати ненормативну лексику та уникати інших перешкод, намагаючись утримати високу глядацьку аудиторію.
Під час випуску в ранньому доступі, Not For Broadcast отримала позитивні відгуки, в яких хвалили її геймплей та механіку, а також критикували за заплутану політичну розповідь.

## Геймплей

### Дні етеру
Гравець грає роль менеджера студії Алекса Вінстона в кімнаті керування виробництвом новинної телепрограми National Nightly News.
Гравець використовує візуальний мікшер, щоб обрати який канал з камери транслювати. Після двосекундної затримки відбувається трансляція обраного каналу. Гравець зобов’язаний цензурувати будь-яку ненормативну лексику, запікуючи це слово під час трансляції. На наступних рівнях гравець також може додавати до трансляції звукові ефекти, такі як оплески та закадровий сміх. Гравецьмонітор форми сигналу, щоб контролювати та уникати перешкод. Лічильник аудиторії дає зворотний зв'язок щодо роботи гравця: якісне редагування допоможе підвищити кількість глядачів, тоді як погане редагування, відсутність цензури або перешкоди, які спричиняють переривання трансляції, зменшать кількість глядачів. Якщо лічильник аудиторії падає до нуля, гравець провалює рівень.
Під час кожної трансляції гравець вибирає три рекламні ролики для показу в перервах і заголовки для першого сегменту. Обрані оголошення та заголовки впливають на результат гри, просуваючи партію Advance або їхніх конкурентів Disrupt (рос. Разлом, Перебой), збільшуючи заробіток гравця, просуваючи компанії, в яких він володіє акціями, або відкриваючи варіації сюжетної лінії.
Наприкінці кожного дня трансляції гравець отримує оцінку своєї трансляції, що впливає на його заробітну оплату. Гравцеві надається можливість переглядати змонтований ним етер, а також невикористаний матеріал.

### Неетерні дні
Головний герой має своє сімейне життя. Воно представлене через «систему інцидентів», серію текстових варіантів у форматі візуальної новели, де гравець приймає рішення на основі короткого фрагмента свого особистого життя. Подекуди, на ці рішення впливають ті речі, що гравець зробив в кімнаті трансляції, наприклад цензурував матеріал з політичних мотивів. Іноді вибір, зроблений у системі інцидентів, також може вплинути на те, що відбувається в кімнаті трансляції. Вибір певних варіантів має значення для сім’ї, і вони впливають на динаміку та стосунки персонажа гравця зі своєю родиною.

## Сюжет
Дія гри розгортається у вигаданій країні, схожій на Велику Британію, з 1984 по 1991 рік. Гравець грає за персонажа Алекса Вінстона, який працює на найбільшому телевізійному мовнику країни Channel One для новинної телепрограми National Nightly News. Колишній прибиральник, Алекс стає інженером телемовлення, коли їхній попередник тікає з країни, і Алекс змушений замість нього монтувати трансляцію передвиборчої ночі.
Історія починається з того, що ультраліва прогресивна політична партія Advance, очолювана юристом Джулією Солсбері та телеведучим Пітером Клементом, здобула неочікувану перемогу. Advance проводить низку радикальних реформ, таких як перерозподіл багатств, політика права на смерть і націоналізація кількох великих корпорацій. З плином часу Advance стає все більш авторитарним у своєму управлінні, включаючи обмеження свободи преси та вимоги цензури антиурядових заяв. Рух опору Disrupt формується, щоб протистояти програмі Advance.
The World Council (рос. Мировой совет), аналог Організації Об'єднаних Націй, накладає суворі санкції на країну, що спричиняє економічні проблеми, що зрештою змушує уряд оголосити війну. Втомившись від збільшення кількості м’яких новин і цензури, співведучий Джеремі Дональдсон зривається в прямому ефірі та починає тримати людей в студії в заручниках, погрожуючи пістолетом. Залежно від рішення гравця, Джеремі може закінчити життя самогубством, буде застрелений поліцією або заарештований. Disrupt починає захоплювати трансляції каналу. Через 20 тижнів Advance мститься Світовій раді, підірвавши ядерну вибухівку в чотирьох великих містах континенту, і погрожує підірвати ще більше, якщо країни беззастережно не здадуться, в результаті чого Advance виграє війну та анексує Європу.
Через півтора року Channel One націоналізували, Disrupt затаврували як терористичну групу після організації нападів, а Пітер Клемент помер, імовірною причиною було названо зловживання алкоголем. Речник Disrupt Алан Джеймс просить Алекса маніпулювати трансляцією, щоб почати повстання проти уряду. Advance знають про повстання та надсилають військових, щоб перемогти Disrupt. Залежно від популярності Disrupt і того, чи вдало Алекс маніпулює трансляцією,  Алан або успішно відступає, знищуючи телевежу, або не може знищити телевежу і гине. Якщо вежу все ж таки вдається завалити, канал тимчасово припиняє своє мовлення. Чотири з половиною роки потому національні нічні новини перейменовано в м’яку медіапрограму під назвою NNN. Уряд приписує бомбардуванням швидко зростаючу стерильність, і пропаганда Advance проникає в молоді уми.
Майже через два роки NNN було ребрендовано в ток-шоу під назвою The Nightly Show. Джулія Солсбері з'являється як несподіваний гість, щоб представити переможця конкурсу національного гімну. Залежно від того, живі чи мертві Джеремі та Алан, є чотири різні фінальні сегменти: Джеремі Дональдсон перериває трансляцію, щоб розпитати Джулію Солсбері про смерть Пітера Клемента, Алан Джеймс бере студію в заручники, щоб зняти її з ефіру, Джеремі Дональдсон і Алан Джеймс переривають трансляцію разом або ж безперервно виконують Національний гімн. Кожен окремий фінальний сегмент дає можливість увімкнути запис, який викриває або Advance, або Disrupt, що призводить до чотирнадцяти різних епілогів, залежно від того, чи був увімкнений цей запис, а також від політичної позиції гравця (прихильник Advance, прихильник Disrupt чи нейтральний).

## Акторський склад
- Пол Беверсток — Джерем Дональдсон, співведучий National Nightly News
- Андреа Воллс — Меган Вулф, співведуча National Nightly News
- Сара Гіббонс — Дженні, менеджеру студії на поверсі[en].
- Джейд Джонсон — Робін Шорт, репортерка.
- Джордж Вір — Патрік Беннон, репортер. Вер також грає батька Патріка, телеведучого Грема Беннона, в епізоді телемарафону.
- Емма Малкерн — не Патрік/Френсіс, репортерка, яка замінює Патріка Беннона, прикидаючись ним.
- Клер Рекліфт — Джулія Солсбері, юрист, яка стала співкерівником Advance і прем’єр-міністром.
- Роджер Олборо — Пітер Клемент, телеведучий, який став співкерівником Advance і прем'єр-міністром.
- Джонатан Хокінс — Алан Джеймс, теоретик змови, який став прессекретарем Disrupt.
- Ден Елліс — Джефф Алгебра.
- Адам Вілліс — Томмі Гарріс.
- Гелен Поттер — Філіпа Рейден.[11]

## Розробка
Перший епізод Not For Broadcast був випущений у ранньому доступі 30 січня 2020 року, і розробники заявили про намір тримати його в ранньому доступі приблизно вісімнадцять місяців, оновлюючи три нові безплатні епізоди, що спричинило зростання ціни на гру. За кілька днів до початку зйомок другого епізоду пандемія COVID-19 у Сполученому Королівстві призвела до карантину, що призвело до припинення всього виробництва. Через це було випущено бонусний епізод Not For Broadcast: Lockdown, який містить сюжетну лінію, у якій акторський склад застряг вдома, «поки вони ховаються від шаленої орди аніматронних дитячих іграшок».  Цей розділ було випущено разом з новим режимом випробувань, що включає 4 різні варіації випробувань. Через локдаун, який затримав виробництво гри, початковий план, що передбачав 4 епізоди, був переглянутий, а історія була переписана таким чином, щоб її можна було розповісти у трьох епізодах. Через рік після оригінального релізу, 28 січня 2021 року вийшов другий епізод, який продемонстрував наслідки певних рішень у попередніх розділах і був випущений разом із годинним документальним фільмом під назвою «Not for Broadcast: Lights, Camera, Lockdown», де команда розробників гри розкриває, як їм вдалося створити два оновлення гри, наповнені відео, серед глобальної пандемії. Після випуску другого епізоду виробництво знову було зупинено через карантинні обмеження, спричинені пандемією COVID-19, що ще більше відтермінувало вихід третього епізоду до 25 січня 2022 року.

## Рецензії
| Агрегатор  | Оцінка |
| ---------- | ------ |
| Metacritic | 82/100 |

| Видання        | Оцінка |
| -------------- | ------ |
| Edge           | 7/10   |
| Hardcore Gamer | 5/5    |
| PC Gamer (США) | 85/100 |

Not For Broadcast отримала загалом позитивні відгуки від критиків як у ранньому доступі, так і після повного релізу. Гру хвалили за її інноваційну концепцію та геймплей, зокрема за сатиричні відеосегменти та механіку виробничої кімнати управління. Критика була спрямована на його «прямолінійні політичні коментарі» у найпершій версії раннього доступу, а Кас Маршалл писав для Polygon «[гра] укладає його досить товстим шаром». У Steam гра має «переважно позитивні» відгуки користувачів.
Згідно з Книгою рекордів Гіннесса, гра має рекорд «Найбільш повноцінний відеоматеріал у відеогрі», який триває 42 години 57 хвилин і 52 секунди. Це, своєю чергою, також було позитивно висвітлено багатьма ЗМІ.
Гра була номінована на Seumas McNally Grand Prize на Independent Games Festival Awards 2023. Вона також була номінована на нагороди «Видатна гра-симулятор» та «Видатний комедійний сценарій» на 22-й щорічній нагороді NAVGTR, обидві з яких дісталися Japanese Rail Sim: Journey to Kyoto та Teenage Mutant Ninja Turtles: Shredder's Revenge. Гра також була номінована на Game Beyond Entertainment на 19-й церемонії нагородження ігор Британської академії , яка дісталася Endling: Extinction is Forever; і за «Наративну інновацію року» на MCV/Develop Awards , яку отримав As Dusk Falls.
Zero Punctuation назвав її п’ятою найкращою грою 2022 року.

## Доповнення
Розробники гри та TinyBuild 24 січня 2023 року оголосили про розробку трьох нових епізодів як DLC, цього разу платних.
У першому, під назвою Live & Spooky (рос. Жуть живьём), гравцю буде надана роль продюсера шоу жахів у січні 1985 року, де журналіст Патрік Беннон та інші гості відвідують будинок з привидами. Судячи з кількох скріншотів, наданих розробниками, це доповнення запровадить нові ігрові механіки. Випуск цього доповнення стався 23 березня 2023 року.
Другий епізод, Bits of Your Life, охоплює тему життя прем'єр-міністрів Джулії Солсбері та Пітера Клемента.
Третій епізод The Timeloop, буде охоплювати тему машину часу.

## Зауваги
1. ↑  Після смерті певних персонажів вони отримують надгробки, на яких викарбувані роки їхньої смерті. На першому рівні календар показує, що день 1 відповідає даті 8 листопада 1984 року.

## Подальше читання
- Патерсон, Алекс. Writing, directing, and designing FMV censorship simulator Not for Broadcast (Інтерв'ю). Gamasutra.